# Gina Haspel
Gina Cheri Walker Haspel (Ashland, Kentucky; 1 de octubre de 1956) es una oficial de inteligencia estadounidense que se desempeñó como directora de la Agencia Central de Inteligencia (CIA) de 2018 a 2021. Es la primera mujer en ocupar el cargo de forma permanente y anteriormente fue la directora adjunta de Mike Pompeo durante la presidencia temprana de Donald Trump.
Se convirtió en directora interina tras la renuncia de Pompeo para convertirse en secretario de Estado de los Estados Unidos y fue nominada por el presidente Donald Trump para convertirse en directora oficial de la CIA. El 17 de mayo de 2018 fue confirmada como directora de la CIA, convirtiéndola en la primera directora de la CIA en la historia. Fue juramentada oficialmente como directora de la CIA el 21 de mayo de 2018. También fue la segunda mujer directora adjunta de la agencia.
Haspel ha generado controversia por su papel como jefa de un sitio negro de la CIA en Tailandia en 2002 en el que los prisioneros fueron torturados con las llamadas "técnicas mejoradas de interrogatorio", incluido el submarino. En ese momento, la Administración Bush consideró que las técnicas eran legales basándose en un conjunto de opiniones legales secretas, ahora rescindidas, que defendían ampliamente la autoridad ejecutiva y defendían estrictamente la tortura.
La participación de Haspel en técnicas de tortura se confirmó en agosto de 2018 cuando una demanda de libertad de información presentada por el Archivo de Seguridad Nacional de la Universidad George Washington sacó a la luz cables de la CIA autorizados por Haspel o escritos por Haspel mientras era jefa de la base en un sitio negro de Tailandia. Los cables describen actos de tortura física deliberada contra los detenidos, incluido el submarino y el confinamiento.

## Primeros años
Haspel nació como Gina Cheri Walker en Ashland, Kentucky. Su padre sirvió en la Fuerza Aérea de los Estados Unidos. Tiene cuatro hermanos.
Haspel asistió a la escuela secundaria en el Reino Unido. Fue estudiante de la Universidad de Kentucky durante tres años y se trasladó en su último año a la Universidad de Louisville, donde se graduó en mayo de 1978 con una licenciatura en idiomas y periodismo. De 1980 a 1981, trabajó como coordinadora de bibliotecas civiles en Fort Devens en Massachusetts. Recibió un certificado de asistente legal de la Universidad del Nordeste en 1982 y pasó a trabajar como asistente legal hasta que fue contratada por la CIA.

## Carrera temprana

### Carrera temprana en la CIA
Haspel se unió a la CIA en enero de 1985 como oficial de informes. Ocupó varios cargos encubiertos en el extranjero. Su primera asignación de campo fue de 1987 a 1989 en Etiopía, Eurasia, Turquía, seguido de varias asignaciones en Europa y Eurasia central de 1990 a 2001. De 1996 a 1998, Haspel se desempeñó como jefa de estación en Bakú, Azerbaiyán.
De 2001 a 2003, se desempeñaría en el puesto de subjefa de grupo en el Centro de Contraterrorismo.
Entre octubre y diciembre de 2002, Haspel fue asignada a supervisar una prisión secreta de la CIA en el sitio de detención de Tailandia VERDE, con el nombre en código Cat's Eye, que albergaba a personas sospechosas de estar involucradas con Al-Qaeda. La prisión fue parte del programa de "entrega extraordinaria" del gobierno de Estados Unidos después de los ataques del 11 de septiembre y utilizó técnicas de tortura como el submarino. Según un ex alto funcionario de la CIA, Haspel llegó como jefa de la estación después del interrogatorio de Abu Zubaydah, pero fue jefa durante el submarino de Abd al-Rahim al-Nashiri.
El 8 de enero de 2019, Carol Rosenberg, del Miami Herald, informó que las transcripciones parcialmente redactadas de una audiencia previa al juicio de la Comisión Militar de Guantánamo de Jalid Sheij Mohammed, parecían indicar que Haspel había sido la "Jefa de Base" de una posición clandestina como el sitio de detención de la CIA en la Base Naval de la Bahía de Guantánamo, en el período 2003-2004.

### Controversia de tortura y destrucción de evidencia
A fines de octubre de 2002, Haspel se convirtió en jefa de base de una prisión de tortura de la CIA "sitio negro" ubicado en Tailandia. Trabajaba en un sitio cuyo nombre en código era "Cat's Eye", que más tarde se conocería como el lugar donde los presuntos miembros terroristas de Al Qaeda Abd al-Rahim al-Nashiri y Abu Zubaydah fueron detenidos y torturados con submarinos. A principios de febrero de 2017, The New York Times y ProPublica informaron que estos submarinos se realizaron bajo el liderazgo de Haspel. En marzo de 2018, funcionarios estadounidenses dijeron que Haspel no estuvo involucrada en la tortura de Zubaydah, ya que solo se convirtió en jefa de base después de que Zubaydah fuera torturado. ProPublica y The New York Times publicaron correcciones a sus historias, pero señalaron que Haspel estuvo involucrada en la tortura de al-Nashiri. En agosto de 2018, los cables del sitio, que datan de noviembre de 2002 y probablemente autorizados por Haspel, si no fueron escritos por Haspel, fueron publicados debido a una demanda de libertad de información, y describen la tortura de Nashiri en detalle, incluso golpeándolo contra una pared, confinarlo en una pequeña celda, sumergirlo y privarlo de ropa y sueño, mientras amenazaban con entregarlo a otros que lo matarían y lo llamaban "una niña pequeña", "un saudita rico y mimado" y un "mariquita".
Haspel participó en la destrucción de 92 videos de interrogatorios que mostraban la tortura de detenidos tanto en el sitio negro que dirigía como en otras ubicaciones de agencias secretas. Un documento de la CIA parcialmente desclasificado muestra que la instrucción para un nuevo método de mantenimiento de registros en el sitio negro en Tailandia, la regrabación sobre los videos, tuvo lugar a fines de octubre de 2002, poco después de la llegada de la nueva jefa de base.
El 17 de diciembre de 2014, el Centro Europeo de Derechos Constitucionales y Humanos (CEDCH) presentó cargos penales contra agentes no identificados de la CIA, luego de que el Comité Selecto del Senado de Estados Unidos publicara su informe sobre la tortura por parte de agencias de inteligencia estadounidenses. El 7 de junio de 2017, el CEDCH pidió al fiscal general de Alemania que emitiera una orden de arresto contra Haspel por las denuncias de que supervisó la tortura de sospechosos de terrorismo. La acusación en su contra se centra en el caso del ciudadano saudí Abu Zubaydah.
El 1 de mayo de 2018, Spencer Ackerman, escribiendo en The Daily Beast, informó que a la ex analista de la CIA Gail Helt le habían dicho que algunas de las controvertidas grabaciones de tortura no habían sido destruidas, después de todo. El 9 de mayo de 2018, el día anterior a su voto de confirmación, The New York Times informó que Jalid Sheij Mohammed, arquitecto de los ataques del 11 de septiembre, solicitó enviar seis párrafos de información para que el comité del Senado los revisara antes de su votación.
De 2004 a 2005, Haspel fue subjefa de la División de Recursos Nacionales.
Después del servicio en Tailandia, se desempeñó como oficial de operaciones en el Centro de Contraterrorismo cerca de Washington D. C. Más tarde se desempeñó como jefa de estación de la CIA en Londres y, en 2011, en Nueva York.

### Liderazgo del Servicio Nacional Clandestino
Haspel se desempeñó como directora adjunta del Servicio Nacional Clandestino, directora adjunta del Servicio Nacional Clandestino de Inteligencia Extranjera y Acción Encubierta, y Jefa de Estado Mayor del director del Servicio Nacional Clandestino.
En 2005, Haspel fue la jefa de gabinete de José Rodríguez, director del Servicio Nacional Clandestino. En sus memorias, Rodríguez escribió que Haspel había redactado un cable en 2005 ordenando la destrucción de docenas de cintas de video grabadas en el sitio negro de Tailandia en respuesta al creciente escrutinio público del programa. En la audiencia de confirmación del Senado considerando su nominación para presidir la CIA, Haspel explicó que las cintas habían sido destruidas para proteger las identidades de los oficiales de la CIA cuyos rostros eran visibles, en un momento en que las filtraciones de inteligencia de Estados Unidos eran desenfrenadas.
En 2013, John Brennan, entonces director de la Agencia Central de Inteligencia, nombró a Haspel como directora interina del Servicio Nacional Clandestino, que lleva a cabo operaciones encubiertas en todo el mundo. Sin embargo, no fue nombrada para el cargo de manera permanente debido a las críticas sobre su participación en el programa de detención e interrogatorio. Dianne Feinstein y otros en el Senado se opusieron a su nombramiento permanente.

### Directora adjunta de la CIA
El 2 de febrero de 2017, el presidente Trump nombró a Haspel directora adjunta de la CIA, cargo que no requiere la confirmación del Senado. En una declaración oficial publicada ese día, el presidente del Comité Permanente de Inteligencia de la Cámara de Representantes, Devin Nunes (R-CA), dijo:

Con más de treinta años de servicio a la CIA y una amplia experiencia en el extranjero, Gina ha trabajado de cerca con el Comité de Inteligencia de la Cámara y nos ha impresionado con su dedicación, franqueza y su profundo compromiso con la Comunidad de Inteligencia. Sin duda, ella es la persona adecuada para el puesto y el Comité espera poder trabajar con ella en el futuro.

El 8 de febrero de 2017, varios miembros del comité de inteligencia del Senado instaron a Trump a reconsiderar su nombramiento de Haspel como directora adjunta. El senador Sheldon Whitehouse (D-RI) citó a sus colegas Ron Wyden (D-OR) y Martin Heinrich (D-NM) que estaban en el comité:

Me preocupan especialmente los informes de que esta persona participó en la destrucción no autorizada de las cintas de vídeo de los interrogatorios de la CIA, que documentaron el uso de la tortura por parte de la CIA contra dos detenidos de la CIA. Mis colegas, los senadores Wyden y Heinrich, han declarado que la información clasificada detalla por qué la directora adjunta recién nombrada es "inadecuada" para el puesto y han solicitado que se desclasifique esta información. Me uno a su solicitud.

El 15 de febrero de 2017, Spencer Ackerman informó sobre los psicólogos Bruce Jessen y James Mitchell, los arquitectos del programa de "interrogatorios mejorados" que fue diseñado para romper a Zubaydah y posteriormente se usó en otros detenidos en las prisiones secretas de la CIA en todo el mundo. Jessen y Mitchell están siendo demandados por Sulaiman Abdulla Salim, Mohamed Ahmed Ben Soud y Obaid Ullah por torturas diseñadas por los psicólogos. Jessen y Mitchell estuvieron tratando de obligar a Haspel, y a su colega James Cotsana, a testificar en su nombre.

## Directora de la CIA

### Nominación
El 13 de marzo de 2018, el presidente Donald Trump anunció que nombraría a Haspel como directora de la Agencia Central de Inteligencia, en sustitución de Mike Pompeo, a quien eligió para convertirse en el nuevo secretario de Estado. Una vez confirmada por el Senado, Haspel se convirtió en la primera mujer en ocupar el cargo de directora permanente de la CIA (Meroe Park se desempeñó como directora adjunta de 2013 a 2017 y directora interina durante tres días en enero de 2017). Robert Baer, que supervisaba a Haspel en la Agencia Central de Inteligencia, la encontró "inteligente, dura y eficaz. Los servicios de enlace extranjeros que han trabajado con ella de manera uniforme se marcharon impresionados".
El senador republicano Rand Paul dijo que se opondría a la nominación diciendo: "¿Para nombrar realmente a la animadora principal del waterboarding como directora de la CIA? Quiero decir, ¿cómo puedes confiar en alguien que hizo eso para estar a cargo de la CIA? El júbilo durante el waterboarding es absolutamente espantoso". Poco después de que Paul hiciera esta declaración, la acusación de que Haspel se había burlado de los interrogados fue retirada. Doug Stafford, un ayudante de Rand Paul, dijo: "Según varios relatos publicados e indiscutidos, ella supervisó un sitio negro y destruyó las pruebas de tortura. Esto debería impedirle dirigir la CIA".
El senador republicano y excandidato presidencial John McCain pidió a Haspel que proporcionara un relato detallado de su participación en el programa de detención de la CIA de 2001 a 2009, incluso si dirigió el uso de las llamadas "técnicas mejoradas de interrogatorio" y que aclarara su papel en la destrucción de videos de interrogatorios en 2005. En el Senado, McCain era un acérrimo oponente de la tortura, después de haber sido torturado como prisionero de guerra por Vietnam del Norte. McCain pidió además a Haspel que se comprometiera a desclasificar el informe del Comité de Inteligencia del Senado de 2014 sobre la tortura de la CIA.
Múltiples senadores han criticado a la CIA por lo que creen que es selectividad en desclasificar información superficial y positiva sobre su carrera para generar una cobertura positiva, mientras que simultáneamente se niegan a desclasificar cualquier información "significativa" sobre su carrera.

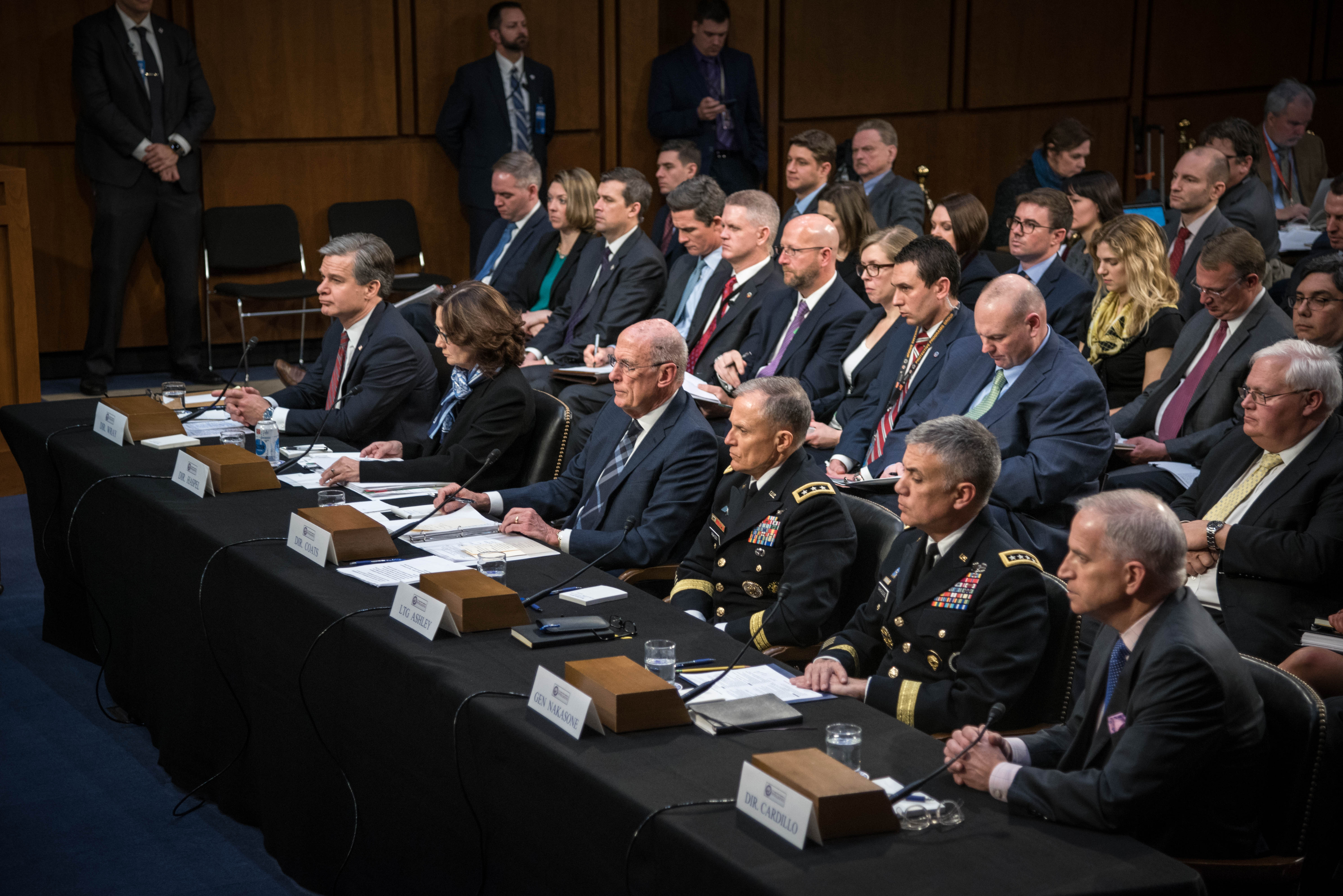
Haspel respondiendo al Senado en enero de 2019.

Más de 50 ex altos funcionarios del gobierno de Estados Unidos, incluidos seis exdirectores de la CIA y tres exdirectores de inteligencia nacional, firmaron una carta apoyando su nominación. Entre ellos estaban los exdirectores de la CIA John Brennan, Leon Panetta y Michael Morell, el exdirector de la NSA y la CIA Michael Hayden, y el exdirector de Inteligencia Nacional James Clapper. En abril, un grupo de 109 generales y almirantes retirados firmaron una carta en la que expresaban "profunda preocupación" por la nominación de Haspel debido a su historial y su presunta participación en el uso de la tortura por parte de la CIA y la posterior destrucción de pruebas. Fairness and Accuracy in Reporting criticó la cobertura de prensa que retrata la nominación de Haspel como una victoria para el feminismo. El 10 de mayo, la junta editorial del Washington Post expresó su oposición a la nominación de la Sra. Haspel por no condenar el ahora extinto programa de tortura de la CIA como inmoral. El 12 de mayo, los dos primeros demócratas del Senado, Joe Donnelly de Indiana y Joe Manchin de Virginia Occidental, anunciaron su apoyo a la nominación de Haspel.
El 9 de mayo de 2018, Haspel compareció ante el Comité de Inteligencia del Senado para una audiencia de confirmación.
El 14 de mayo, Haspel envió una carta al senador Mark Warner de Virginia indicando que, en retrospectiva, la CIA no debería haber operado su programa de interrogatorios y detenciones. Poco después, el senador Warner anunció que respaldaría a Haspel cuando el Comité de Inteligencia del Senado votó si remitir su nominación al pleno del Senado.
Fue aprobada para su confirmación por el Comité de Inteligencia del Senado el 16 de mayo por una votación de 10 a 5, con dos demócratas votando a favor. Al día siguiente, Haspel fue confirmada por el pleno del Senado, con una votación mayoritariamente partidaria de 54 a 45. Paul y Jeff Flake de Arizona fueron los únicos en contra de los republicanos, y seis demócratas (Donnelly, Manchin, Warner, Heidi Heitkamp de Dakota del Norte, Bill Nelson de Florida y Jeanne Shaheen de Nueva Hampshire) votaron a favor. McCain, que había instado a sus colegas a rechazar su nominación, no emitió su voto, ya que estaba hospitalizado en ese momento.

### Tenencia

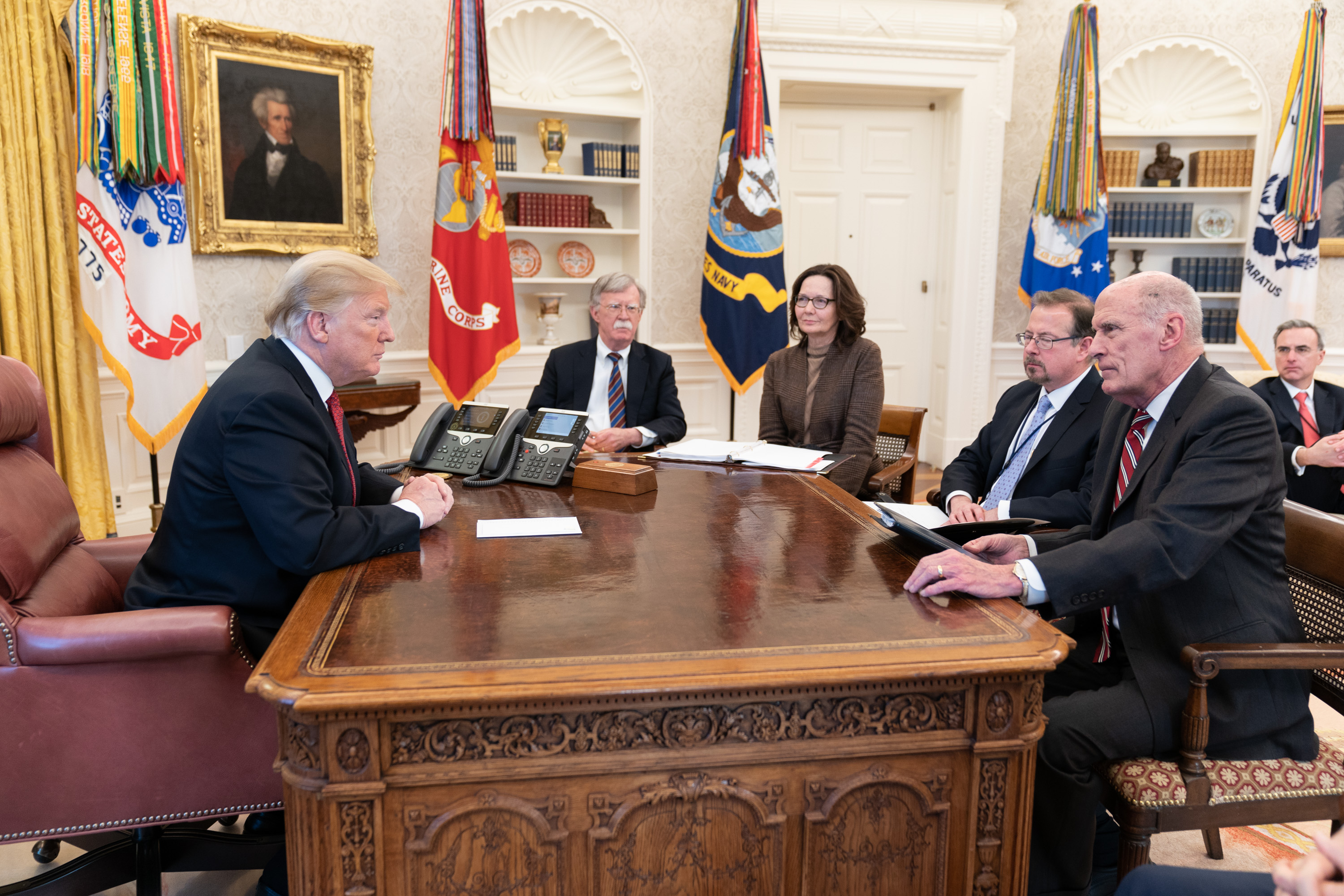
Haspel en una reunión con el presidente Donald Trump, John Bolton y Dan Coats, enero de 2019.

Haspel prestó juramento oficialmente el 21 de mayo de 2018, convirtiéndose en la primera mujer en ocupar el cargo de directora de la Agencia Central de Inteligencia de forma permanente.
El 29 de enero de 2019, durante una audiencia del Comité de Inteligencia del Senado, Haspel informó que la CIA estaba "complacida" con la expulsión de 61 diplomáticos rusos por parte de la administración Trump en marzo de 2018 tras el envenenamiento de Serguéi y Yulia Skripal. Haspel agregó que la CIA no se opuso a la decisión del Departamento del Tesoro en diciembre de 2018 de eliminar las sanciones a tres empresas rusas vinculadas al oligarca ruso Oleg Deripaska, un estrecho colaborador del presidente ruso Vladímir Putin. Sobre el tema de las relaciones recientes entre Corea del Norte y Estados Unidos, Haspel afirmó: "Creo que nuestros analistas evaluarían que valoran el diálogo con Estados Unidos, y vemos indicios de que Kim Jong-un está tratando de navegar por un camino hacia algún tipo de futuro mejor para el pueblo norcoreano".
En mayo de 2019, Haspel había contratado a muchas mujeres en puestos de responsabilidad.
En diciembre de 2020, se convirtió en objeto de un engaño de muerte. Según las afirmaciones de las redes sociales, que parecen tener su origen en los grupos de QAnon, Haspel fue asesinada, herida o arrestada en una redada de la CIA en una torre de servidores en Frankfurt. Varios proyectos de verificación de hechos refutaron estas afirmaciones y no pudieron encontrar ninguna prueba de que Haspel hubiera muerto o de que se hubiera producido una redada. El 19 de enero de 2021, Haspel anunció su retiro de la CIA después de 36 años de servicio.

## Premios y reconocimientos
Haspel ha recibido varios premios, incluido el premio George H. W. Bush a la excelencia en la lucha contra el terrorismo, el premio Donovan, la medalla al mérito de inteligencia y premios de rango presidencial.

## Vida personal
Haspel se casó con Jeff Haspel, quien sirvió en el ejército de los Estados Unidos, c. 1976; se divorciaron en 1985. Ella no usa redes sociales.